# Marek Citko
Marek Citko (nacido el 27 de marzo de 1974 en Białystok) es un exfutbolista polaco que jugaba en la demarcación de delantero y cuyo último equipo fue el Polonia Varsovia, después de que una grave lesión le impidiera seguir jugando.
Empezó su carrera en Włókniarz Białystok. Después jugó en Jagiellonia Białystok, Widzew Łódź, Legia de Varsovia, Dyskobolia Grodzisk Wielkopolski, Hapoel Be'er Sheva, FC Aarau y Cracovia. Ahora es un jugador de Polonia Varsovia. 
Como jugador del Widzew marcó un gol de 40 metros entre el Atlético de Madrid en la Liga de Campeones durante la temporada 1996-97.

## Palmarés
Widzew Łódź
- Liga polaca (Ekstraklasa) (2): 1995/96, 1996/97.
- Supercopa de Polonia (1): 1996.